# Alex Close
Alex Close (Moignelée, Sambreville, 26 de novembre de 1921 - Ligny, 21 d'octubre de 2008) va ser un ciclista belga que fou professional entre 1949 i 1959. En aquests anys aconseguí una vintena de victòries, destacant per damunt de tot la Volta a Bèlgica de 1955 i el Critèrium del Dauphiné Libéré de 1956. Disputà sis edicions del Tour de França, en què destaca la quarta posició el 1953.

## Palmarès
- 1950
  - 1r del Tour de Guelma i vencedor d'una etapa
- 1951
  - 1r del Premi de Ligny
  - 1r del Critèrium d'Hanret
  - Vencedor d'una etapa a la Volta a Luxemburg
- 1952
  - 1r del Critèrium d'Hanret
  - Vencedor d'una etapa a la Volta a Luxemburg
- 1953
  - 1r del Critèrium de Momallz
  - 1r del Critèrium de Charleroi
  - Vencedor d'una etapa a la Volta a Bèlgica
- 1954
  - 1r del Critèrium de Namur
  - Vencedor d'una etapa a la Volta a Bèlgica
- 1955
  - 1r de la Volta a Bèlgica
  - 1r del Critèrium de Namur
  - Vencedor d'una etapa de A través de Bèlgica
- 1956
  - 1r del Critèrium del Dauphiné Libéré i vencedor d'una etapa
  - 1r de l'Hoeilaert-Diest-Hoeilaert
  - 1r del Critèrium de Seilles
  - 1r del Critèrium de Sombreffe
- 1957
  - Campió provincial de Namur
  - 1r de la Brussel·les-Couvin
- 1958
  - Campió provincial de Namur

### Resultats al Tour de França
- 1952. 7è de la classificació general
- 1953. 4t de la classificació general
- 1954. 29è de la classificació general
- 1955. 9è de la classificació general
- 1956. 17è de la classificació general
- 1957. Abandona (2a etapa)

### Resultats al Giro d'Itàlia
- 1952. 13è de la classificació general